# Авраам Цві Ідельсон
Авраам Цві Ідельсон (івр. אַבְרָהָם צְבִי אידלסון, Abraham Zevi Idelsohn нар. 14 липня 1882, Феліксберг, Латвія — пом. 14 серпня 1938, Йоганнесбург, ПАР) — видатний єврейський композитор, етнолог і музикознавець.

## Біографія
Авраам Цві Ідельсон народився 14 липня 1882 року у Феліксберзі, Російська імперія (нині Латвія). Здобув освіту кантора пізніше навчався музики у Кенігсберзі, Берліні та Лейпцизі. Перед еміграцією в Єрусалим у 1905 році, він був кантором в Лейпцизі та Регенсберзі (Німеччина) і в Йоганнесбурзі (ПАР). У 1909 році Ідельсон розпочав збір народних пісень європейських, азійських та північноафриканських єврейських груп. Це етнологічне дослідження спонсорувалося Австрійською Академією Наук. Результатом багаторічної роботи Ідельсон став десятитомна «Енциклопедія єврейської музики Сходу»(нім. Hebräisch-orientalischer Melodienschatz), яка містила понад 1000 фонографічних записів. Дослідження продемонструвало спорідненість всіх єврейських пісень, навіть серед груп, які були розділені географічно, а також зв'язок єврейських пісень із ранньохристиянськими. В Єрусалимі він також працював кантором, де в 1910 році заснував Інститут єврейської музики та Єврейську музичну школу (1919).
У 1922 році Ідельсон переїжджає в Цинциннаті (штат Огайо, США), де із 1924 по 1934 роки займає посаду професора єврейської музики в коледжі Інституту єврейської релігії(англ. Hebrew Union College-Jewish Institute of Religion). В цьому ж році він написав першу єврейську оперу, «Іфтах»(«Jephthah»). У 1937 році Ідельсон переїхав в Йоганнесбург, де й помер 14 серпня 1938 року.

## Творчість
Основні праці Ідельсона присвячені історії давньої і нової єврейської музики, зокрема десятитомна «Енциклопедія єврейської музики Сходу»(нім. Hebräisch-orientalischer Melodienschatz, була видана на англійській, німецькій та івриті 1914 —32 роки, двотомник «Сефер ха-шірім» (англ. Sefer ha-shirim — «Книга пісень», 1913 —22роки), «Толдот ха-негіна ха-іврит» («Історія єврейської музики», том 1, 1924, томи 2-3 рукописні), «Єврейська музика в її історичному розвитку» (на англійський мові, англ. Jewish Music in Its Historical Development, 1929, 1968), «Єврейський літургія» (на англійський мові, англ. Jewish Liturgy, 1932, 1968), а також близько сотні інших статей. Ідельсону належать перша єврейській опера «Іфтах» (поставлена в Єрусалимі і видана в 1922 році), ряд пісень, в том числі «Мішмар-ха-Ярден» (на слова Н. Х. Імбера). Авраам Цві Ідельсон є автором популярної народної хасидської мелодії «Хава нагіла».